# Rehberg (Rehkopf bei Roßdorf)
Der Rehberg, auch Rehkopf genannt, ist ein Hügel und flächenhaftes Naturdenkmal in der Gemarkung Roßdorf, Gemeinde Roßdorf, im Landkreis Darmstadt-Dieburg in Südhessen. Das Schutzgebiet umfasst Vogelschutzgehölze, extensiv genutzte Wiesen und Halbtrockenrasen.

## Lage
Der Rehberg, der in einigen Karten auch als Rehkopf bezeichnet wird, ist eine 269,5 Meter hohe Hügelkuppe im Naturraum Reinheimer Hügelland, Roßdorf-Gundernhäuser Senke. Er erhebt sich am südwestlichen Ortsrand von Roßdorf. Das Naturdenkmal umfasst seine Kuppe und die östlichen und südlichen Hangbereiche. Am Osthang befindet sich der Roßdorfer Wasserbehälter. Im Westen wird das Schutzgebiet von Wiesen und Feldern begrenzt.

## Naturdenkmal
Das Naturdenkmal „Rehberg“ (Rehkopf) wurde mit Verordnung vom 31. März 1950 unter Naturschutz gestellt. Die Veröffentlichung erfolgte im Amtlichen Mitteilungsblatt für den Landkreis Darmstadt Nr. 13 am 30. April 1950. Die Verordnung gestattet, das Gelände am Kreuz als Festplatz zu nutzen. Die geschützte Fläche umfasst 17.729 Quadratmeter. Seit 2008 ist der Rehberg auch als Teil des ausgedehnten Natura2000-Gebietes „Wald und Magerrasen bei Roßdorf“ (FFH-Gebiet 6118-305) geschützt.

## Geschichte
Der Rehberg wurde seit dem Mittelalter landwirtschaftlich genutzt. Neben Äckern gab es hier auch Weinanbau, Reste der ehemaligen Terrassierung sind stellenweise noch erkennbar. Das Gestein besteht aus Graniten mit Einschlüssen von Basalt. Im Kuppenbereich wurde im 19. Jahrhundert ein Steinbruch angelegt, in dem bis etwa 1900 Schotter abgebaut wurde. Im Süden bestand eine weitere Grube, in der heute ein Schießstand eingerichtet ist.
In den 1930er Jahren diente der Rehberg als Festplatz und wurde für Zeltlager genutzt. Während des Zweiten Weltkriegs befand sich auf dem Hügel eine Flakstation. Nach dem Kriegsende wurde auf der Kuppe ein großes Holzkreuz aufgestellt, aus Dankbarkeit, dass Roßdorf trotz der Flakstellung  unbeschädigt geblieben war. Die Inschrift lautet „Zur Erinnerung an die wunderbare Bewahrung Roßdorfs im Weltkrieg 1939–1945“. Hier wird noch immer jährlich am Himmelfahrtstag ein Gottesdienst abgehalten.
1950 wurde das Naturdenkmal am Rehberg ausgewiesen. Bis in die 1950er Jahre lag die Hügelkuppe weitgehend offen und war nur lückig mit Sträuchern bewachsen. In den 1960er Jahren wurde sie parkähnlich umgestaltet. Dazu wurde der Steinbruch teilweise mit Mutterboden aufgefüllt, Bäume und Sträucher wurden angepflanzt und ein Treppenweg wurde angelegt.

## Flora und Fauna
Die Gehölze bieten Brutmöglichkeiten und Schutz für zahlreiche Vogelarten. Zwischen den Hecken liegen kleinere, extensiv bewirtschaftete Mähwiesen. Am Südhang findet sich ein Halbtrockenrasen, in dem seltene Pflanzen wie Blutroter Storchschnabel, Schwalbenwurz, Prachtnelke, Rispige Graslilie, Berg-Haarstrang und Mittleres Leinblatt gedeihen. Außerdem kommen hier Stein-Nelke, Kartäusernelke, Echtes Tausendgüldenkraut, Nickendes Leimkraut, Berg-Sandglöckchen, Färberkamille und Gewöhnliche Pechnelke vor.
Die vielfältigen Strukturen am Rehberg begünstigen eine artenreiche Insektenfauna. 15 Heuschreckenarten sind hier heimisch, darunter die Rote-Liste-Arten Wiesengrashüpfer, Rote Keulenschrecke, Zweifarbige Beißschrecke, Kurzflügelige Beißschrecke und Weinhähnchen. Hier leben auch Hosenbienen sowie die Streifenwanze und die Kugelwanze Coptosoma scutellatum. Das Gebiet ist sehr reich an Schmetterlingen, es konnten 269 Arten nachgewiesen werden, davon 23 Arten der Roten Liste.

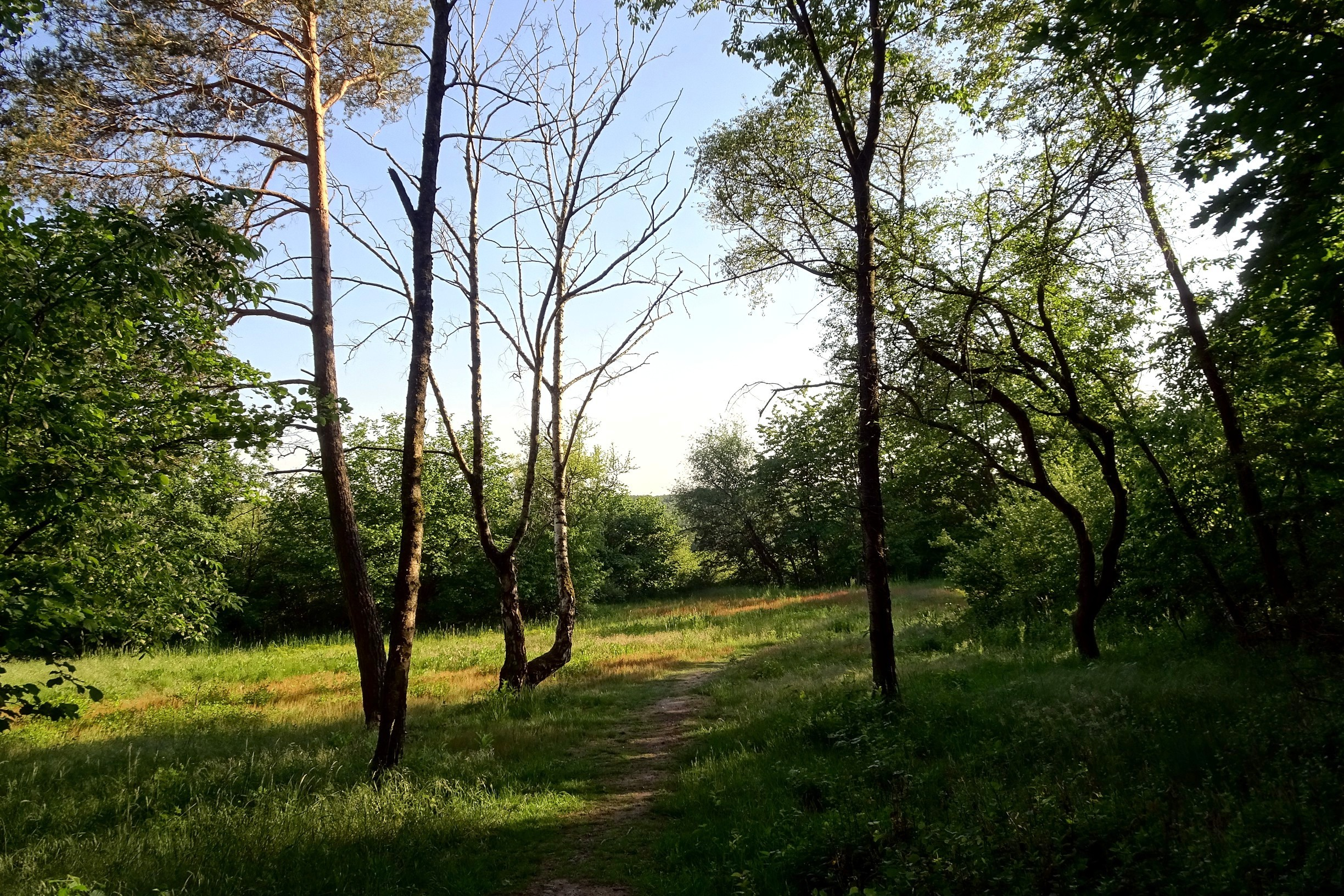
Gehölze und Wiese im Naturdenkmal „Rehberg“ (2020)
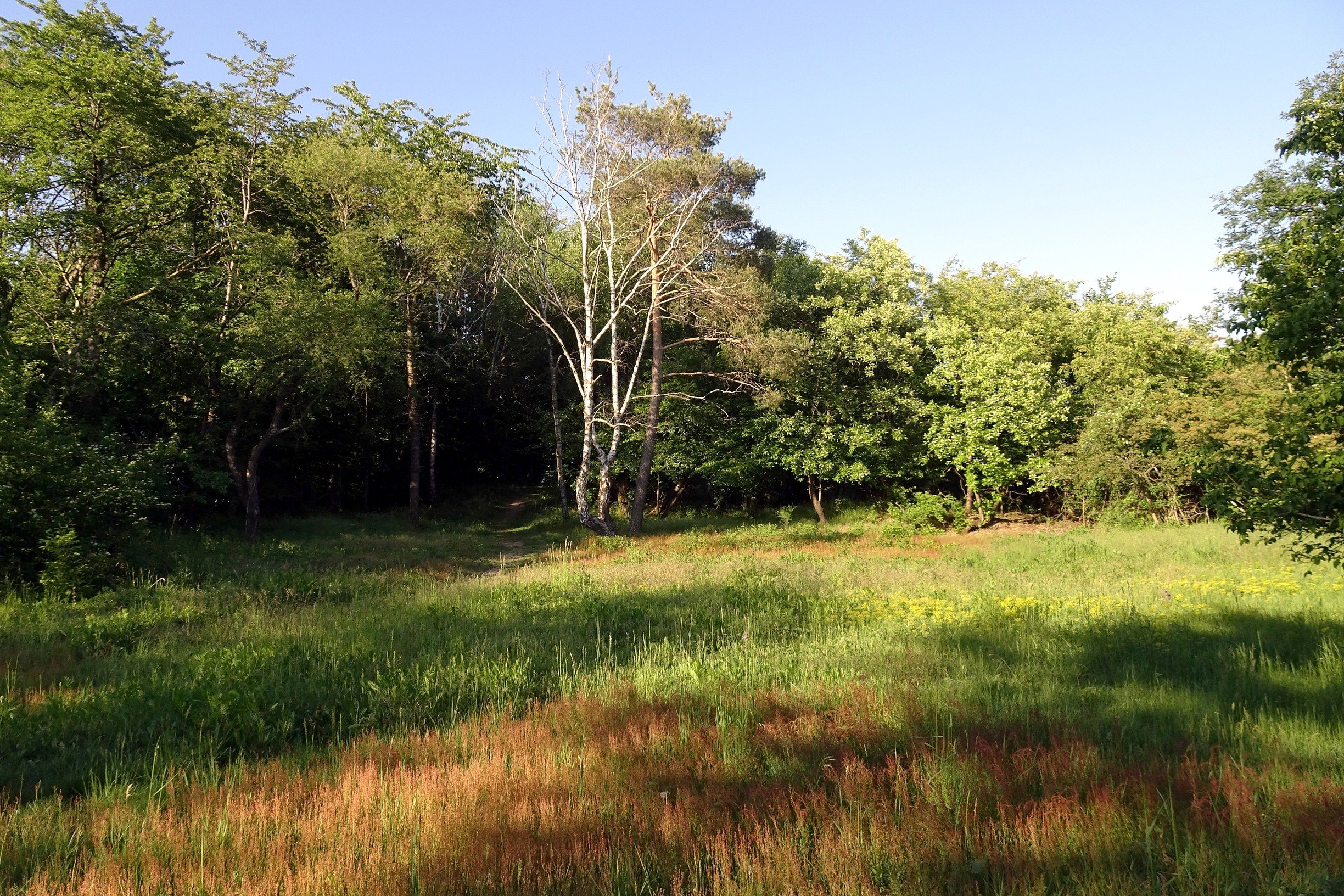
Kleiner-Sauerampfer-Bestand auf einer Magerwiese (2020)
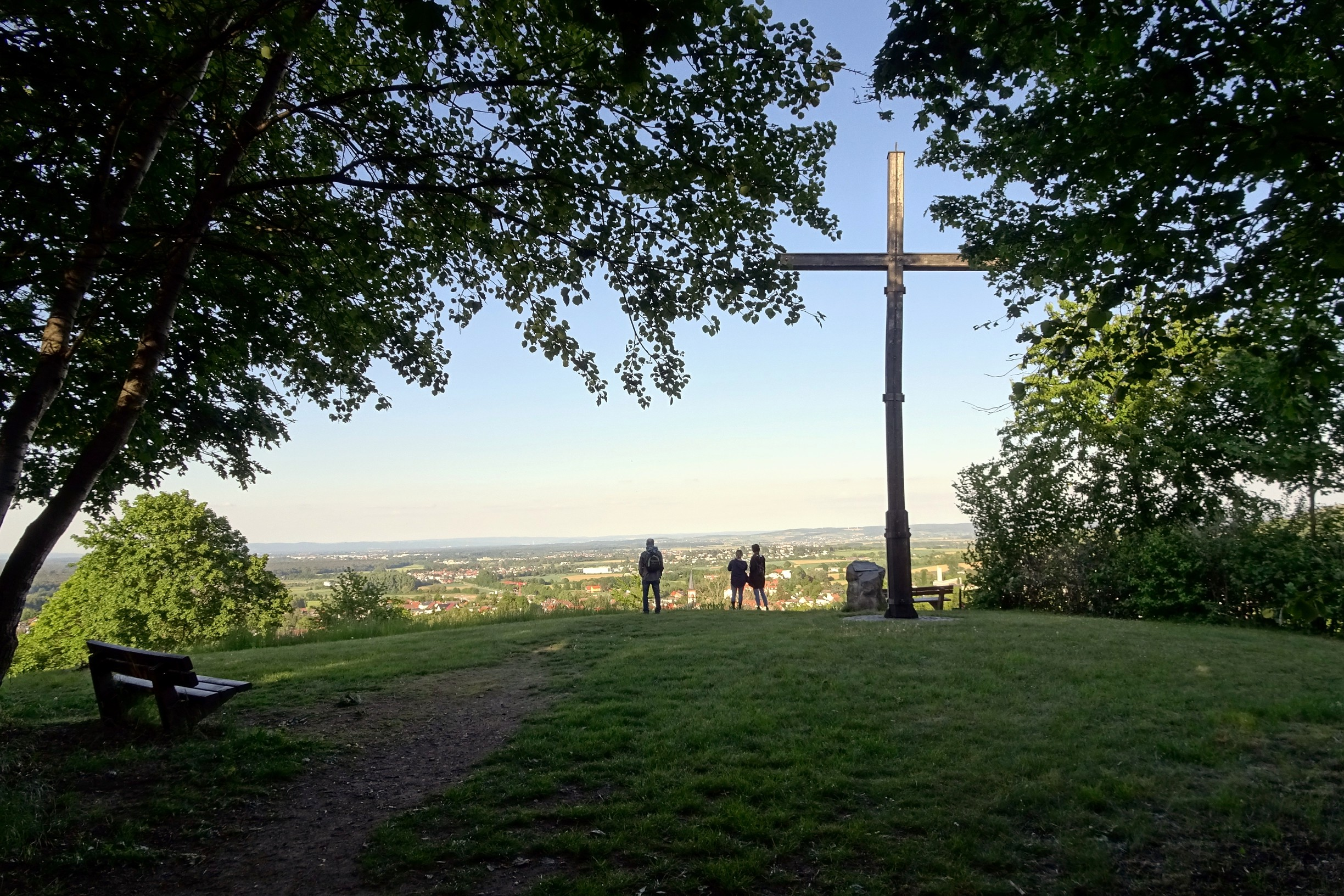
Blick von der Hügelkuppe mit Holzkreuz nach Osten (2020)
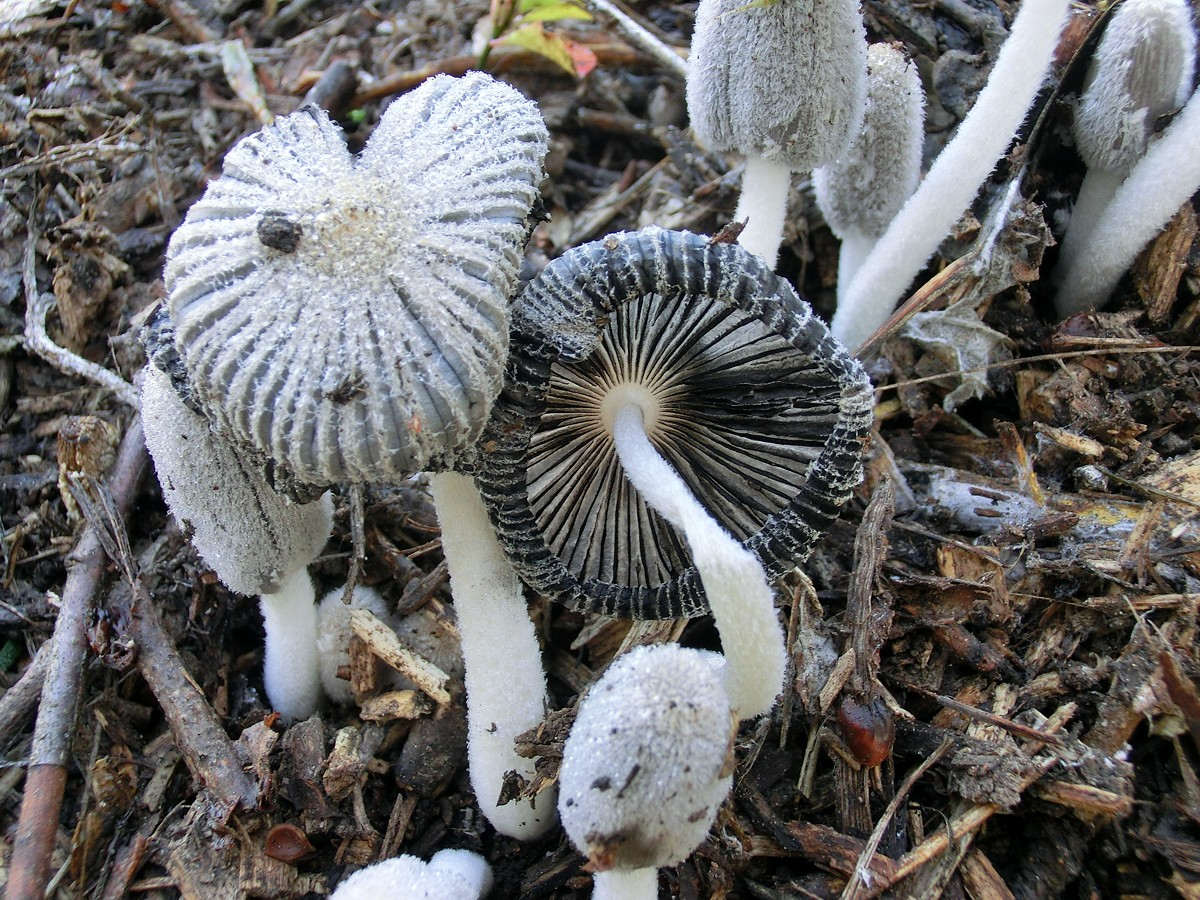
Hasenpfote (Pilz) am Rehberg (2015)
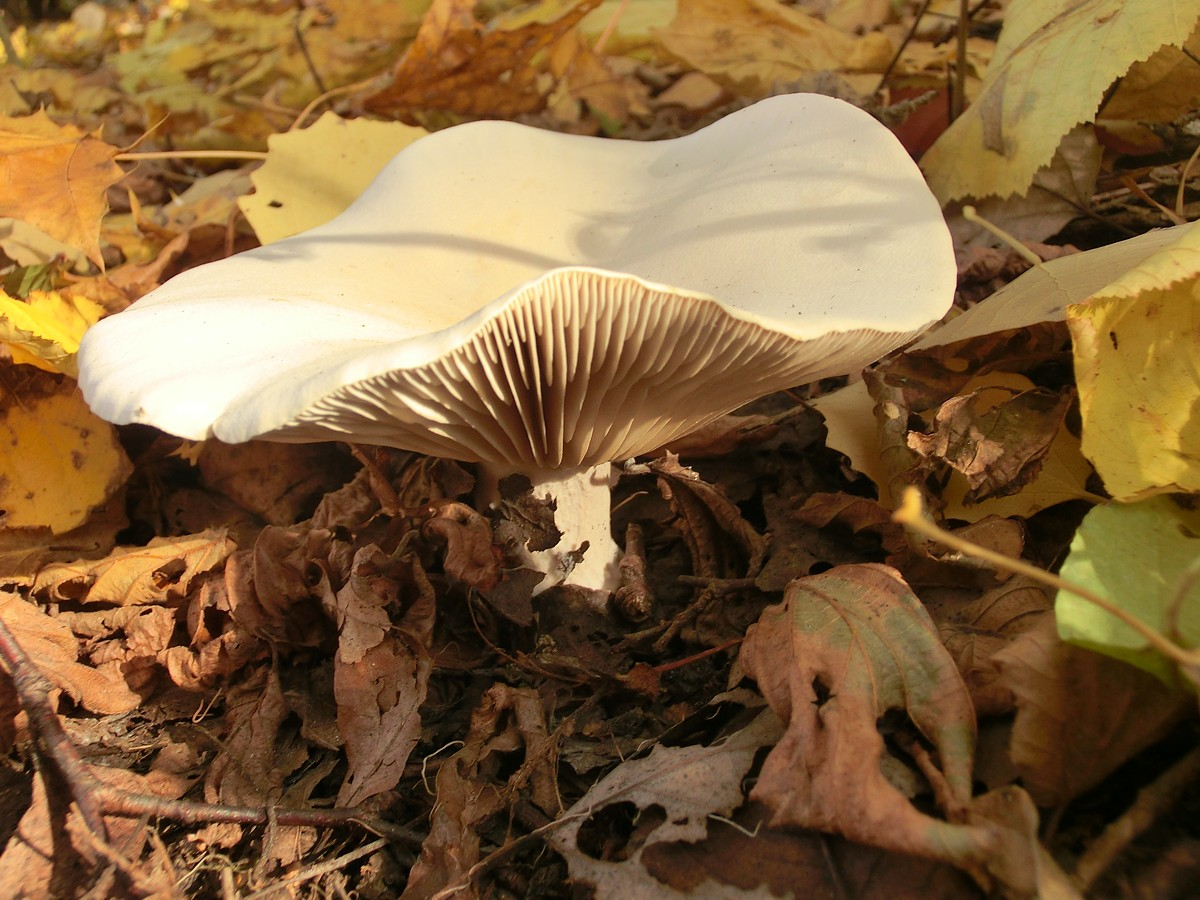
Riesen-Rötling am Rehberg (2015)